# 天主教阿卡里瓜-阿勞雷教區
天主教阿卡里瓜-阿勞雷教區（拉丁語：Dioecesis Acariguaruensis）是委內瑞拉一個羅馬天主教教區，屬巴基西梅托總教區。
教區成立於2002年12月27日，位於波圖格薩州。2006年有教友494,000人（佔轄區總人口88.4%）、十八個堂區、十五名司鐸。現任教區主教為若望·嘉祿·布拉沃-薩拉薩爾。